# Da Carlo Magno a Lutero. La letteratura tedesca medievale
Da Carlo Magno a Lutero. La letteratura tedesca medievale è un saggio della germanista, medievista e scrittrice italiana Laura Mancinelli.
L'opera, che, a detta della stessa autrice, è la più importante e complessa della sua carriera, è anche un tentativo di avvicinare non lo studioso già esperto, ma il lettore non specialista, alla storia e alla letteratura tedesca medievale.

## Sinossi
In esso, l'autrice analizza il periodo storico che è compreso, tra l'VIII secolo della Rinascita carolingia e la modernità inaugurata dall'avvento di Lutero e delle sue tesi nel XV secolo. È proprio in questo periodo, che prende forma, non solo letteraria, l'identità tedesca.
I tempi a venire ne saranno profondamente influenzati: tutta la tradizione del romanzo di formazione sarebbe impensabile senza il Parzival di Wolfram von Eschenbach; il dramma che vive l'artista romantico, chiuso nella sua interiorità, ha radici lontane nel prevalere della concezione mistica del cristianesimo, da San Bernardo a Lutero, con la separazione tra uomo esteriore, sottoposto ai vincoli sociali e soggetto all'autorità civile e politica, e uomo interiore, assolutamente libero di fronte a Dio.

## I quattro periodi storici oggetto di analisi
L'Autrice inquadra lo studio nelle seguenti epoche:
- L'Età carolingia (714 - 987);
- L'Età degli Ottoni (962 - 1024);
- L'Età degli Svevi (909 - 1268);
- L'Età post Federico II;

## Edizione e struttura dell'opera
Edito da Bollati Boringhieri (Torino), il volume fu pubblicato nella collana dei Saggi Studio, nel 1996.
Nella Premessa l'autrice dà conto del cambiamento che lingua e letteratura hanno in epoca medievale, nate in tono minore nelle traduzioni dal latino fatte all'interno di monasteri e conventi sotto l'influenza politico-culturale di Carlomagno in Età carolingia, proseguono l'abbrivio in una complessa e fitta produzione poetica che talvolta, superando l'intento meramente didattico, raggiunge altezze poetiche significative.
Vi si legga l'entusiasmo per l'affermarsi di una fede in cui realmente allora gli uomini credevano, e per una lingua, il volgare, innalzato per la prima volta alla dignità di lingua letteraria.